# Claveles sobre el agua
Claveles sobre el agua es una película uruguaya de 2005. Dirigida por Oskar Vidal, está protagonizada por Elke Orlob, Esteban Grossi, Bettina Azaravicius y Daniel Viña. Participó del Festival de Cine de Barcelona de 2007 y del XXVI Festival Cinematográfico Internacional del Uruguay de 2008.

## Sinopsis
Hanna y Klaus son dos poetas, hijos de inmigrantes alemanes, que se han radicado a orillas del Río de la Plata. La aparición de Heinz, otro poeta joven, le da la posibilidad a Hanna de eludirse de ese mundo real al que ella no le encuentra sentido. La película apuesta a la poética a través de las imágenes y de una ambientación envolvente y erótica.